# Przełęcz Droszkowska
Przełęcz Droszkowska – przełęcz na wysokości 510 m n.p.m. Położona jest w zachodniej części Gór Złotych. Przechodzi przez nią droga lokalna Jaszkowa Dolna – Droszków – Trzebieszowice. Przełęcz stanowi obniżenie pomiędzy Ptasznikiem (719 m n.p.m.) a Sowińcem (610 m n.p.m.), mimo tego jest dobrze widoczna. W rejonie tego obniżenia położona jest wieś Droszków. Na przełęczy stoi kapliczka, która sąsiaduje z biegnącą drogą.

## Szlaki turystyczne
– szlak rowerowy z Wilczej Góry do Skrzynki,
 – szlak pieszy ze Złotego Stoku do Ołdrzychowic Kłodzkich.

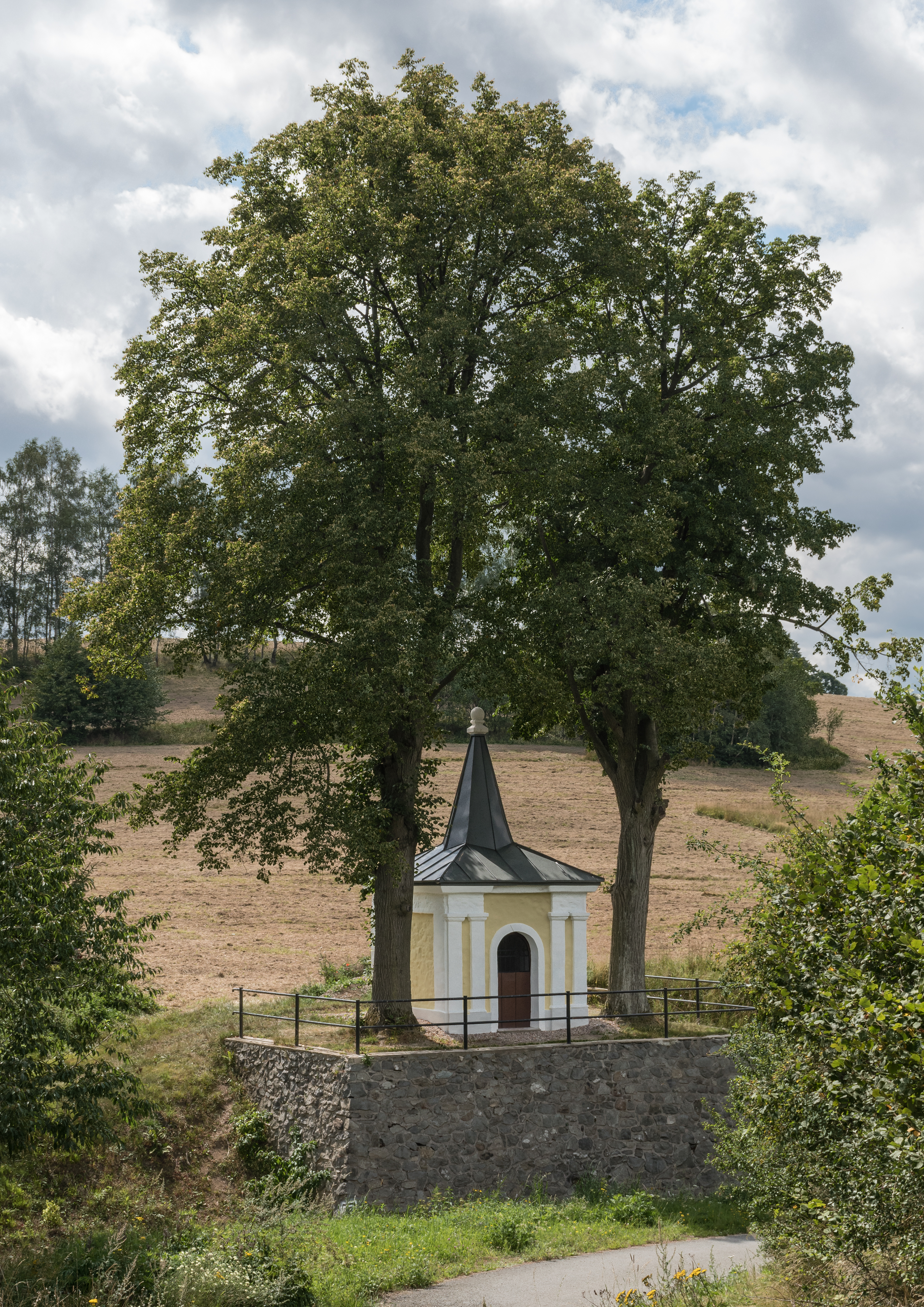
Kapliczka na Przełęczy Droszkowskiej